# Berliner Spielkarten
Berliner Spielkarten est un éditeur de cartes à jouer et de jeux de société basé à Altenbourg en Allemagne. Depuis 2002, il a rejoint le groupe formé par Carta Mundi et n'édite plus de jeux de société.

## Quelques jeux édités
- El Dorado, 1977, Rudi Hoffmann
- Blindes Huhn, 1997, Michael Schacht
- David & Goliath, 1998, Reinhard Staupe